# Захаров, Александр Сергеевич (хоккеист)
Александр Сергеевич Захаров (род. 11 июня 1963) — советский хоккеист, нападающий.

## Биография
Воспитанник горьковского хоккея. В сезоне 1980/81 играл за команду второй лиги «Полёт» Горький, а также за молодёжную команду «Торпедо», провёл 12 матчей за «Торпедо» в переходном турнире. По ходу следующего сезона сыграл три матча в высшей лиге и в рамках прохождения армейской службы перешёл в ЦСКА. Играл за молодёжную команду клуба, стал выступать за СКА МВО во второй лиге. В сезоне 1983/84 вернулся в «Торпедо», сыграл за два сезона 37 матчей в чемпионате СССР. В сезоне 1985/86 выступал за команду второй лиги «Авангард» Уфа, провёл два матча в высшей лиге за «Салават Юлаев». В сезоне 1986/87 играл в первой лиге за СК им. Урицкого (Казань).